# Ella Fitzgerald Sings Songs from “Let No Man Write My Epitaph”
Ella Fitzgerald Sings Songs from “Let No Man Write My Epitaph” (с англ. — «Элла Фицджеральд поёт песни из фильма «Пусть никто не напишет мне эпитафию»») — двадцать первый студийный альбом американской джазовой певицы Эллы Фицджеральд, выпущенный на лейбле Verve Records в 1960 году под студийным номером Verve MG V-4043. Во время записи Фицджеральд аккомпанировал пианист Пол Смит. Альбом состоит из песен, использованных в качестве саундтрека к фильму «Пусть никто не напишет мне эпитафию».
В 1989 году Verve перевыпустили запись в формате CD под названием The Intimate Ella со студийным номером Verve-PolyGram 839 838-2.

## Список композиций
| №                   | Название                                   | Текст песни         | Музыка              | Длительность |
| ------------------- | ------------------------------------------ | ------------------- | ------------------- | ------------ |
| 1.                  | «Black Coffee»                             | Пол Уэбстер         | Сонни Бёрк          | 3:27         |
| 2.                  | «Angel Eyes»                               | Эрл Брент           | Мэтт Деннис         | 3:27         |
| 3.                  | «I Cried for You»                          | Артур Фрид          | Эйб Лаймен          | 3:26         |
| 4.                  | «I Can’t Give You Anything but Love, Baby» | Дороти Филдс        | Джимми Макхью       | 3:28         |
| 5.                  | «Then You’ve Never Been Blue»              | Сэм Льюис           | Тед Фио Рито        | 3:10         |
| 6.                  | «I Hadn’t Anyone Till You»                 | Рэй Ноубл           | Рэй Ноубл           | 2:49         |
| 7.                  | «My Melancholy Baby»                       | Джордж Нортон       | Эрни Бернетт        | 2:57         |
| Общая длительность: | Общая длительность:                        | Общая длительность: | Общая длительность: | 22:44        |

| №                   | Название                                      | Текст песни         | Музыка              | Длительность |
| ------------------- | --------------------------------------------- | ------------------- | ------------------- | ------------ |
| 8.                  | «Misty»                                       | Джонни Бёрк         | Эрролл Гарнер       | 2:51         |
| 9.                  | «September Song»                              | Максвелл Андерсон   | Курт Вайль          | 3:40         |
| 10.                 | «One for My Baby (and One More for the Road)» | Джонни Мёрсер       | Гарольд Арлен       | 4:17         |
| 11.                 | «Who’s Sorry Now?»                            | Берт Кальмар        | Тед Снайдер         | 3:26         |
| 12.                 | «I’m Getting Sentimental Over You»            | Джон Блэкбёрн       | Джордж Бассман      | 2:36         |
| 13.                 | «Reach For Tomorrow»                          | Нед Вашингтон       | Джимми Макхью       | 2:26         |
| Общая длительность: | Общая длительность:                           | Общая длительность: | Общая длительность: | 20:37        |

## Участники записи
- Элла Фицджеральд — вокал.
- Пол Смит — фортепиано.